# Ilija Wolen
Ilija Wolen, eigentlich Marin Christow Stamenow (bulgarisch Илия Волен; * 26. Oktober 1905 in Aglen; † 17. August 1982 in Sofia) war ein bulgarischer Schriftsteller.
Wolen verfasste Novellen und Erzählungen, in denen er sich insbesondere mit der Lebenssituation der bulgarischen Landbevölkerung auseinandersetzte.

## Werke (Auswahl)
- Schwarze Brache, Sammlung, 1928
- Puppen, Sammlung, 1931
- Hiob, Novelle, 1964
- Mit den Menschen lebt man, Sammlung, 1972